# Relações entre Irlanda e Reino Unido
As relações entre Irlanda e Reino Unido são as relações diplomáticas estabelecidas entre a República da Irlanda e o Reino Unido da Grã-Bretanha e Irlanda do Norte. As três administrações descentralizadas do Reino Unido (Escócia, País de Gales e Irlanda do Norte) e as três Dependências da Coroa Britânica (Ilha de Man, Jersey e Guernsey) também participam de organismos multilaterais estabelecidos entre os dois países.
Desde pelo menos a década de 1600, toda a região das Ilhas Britânicas esteve interligada politicamente culminando na criação do Reino Unido da Grã-Bretanha e Irlanda em 1800. Cerca de cinco sextos da Ilha da Irlanda emancipou-se do Reino Unido em 1921 criando o Estado Livre Irlandês. No contexto histórico, as relações entre as duas nações foram fortemente influenciadas por questões decorrentes de sua longa e eventualmente instável história compartilhada desde a anexação do Reino da Irlanda pelos monarcas britânicos no século XVI até a independência irlandesa e a fundação da Irlanda do Norte no século XX. Desde então, as relações anglo irlandesas tiveram como pontos centrais a Partição da Irlanda, os subsequentes termos da secessão irlandesa, a relação constitucional e obrigações para com o Reino Unido após a independência e o surto de violência política na Irlanda do Norte. Contudo, o alto fluxo comercial entre os dois países, sua proximidade geográfica próxima, a condição de ambos como Estados insulares da Europa e laços culturais (como o idioma comum) reforçam as relações bilaterais históricas entre as duas nações.
Cidadãos irlandeses e britânicos possuem direitos equivalentes (com um pequeno número de particularidades) e existe uma "Área de Viagem Comum" abrangendo Irlanda, Reino Unido e as Dependências da Coroa. Desde 1999, a Conferência Intergovernamental Britânico-Irlandesa atua como um fórum oficial para a cooperação entre o Governo da Irlanda e o Governo do Reino Unido em questões de interesse mútuo geral e em relação às especifidades da Irlanda do Norte. Dois outros órgãos, o Conselho Britânico-Irlandês e a Assembleia Parlamentar Britânico-Irlandesa, atuam como um fórum de discussão entre os executivos e respectivas legislaturas da região, incluindo as legislaturas britânicas devolvidas e as Dependências da Coroa. A cooperação entre a Irlanda do Norte e a Irlanda, incluindo a execução de políticas comuns em determinadas áreas, ocorre através do Conselho Ministerial Norte/Sul. Em 2014, o então Primeiro-ministro do Reino Unido David Cameron e o Taoiseach irlandês Enda Kenny descreveram a relação entre os dois países como sendo "boa todo o tempo".
Tanto a Irlanda como o Reino Unido aderiram à União Europeia (então Comunidades Europeias) em 1973. No entanto, as três Dependências da Coroa permaneceram de fora do sistema europeu. Em junho de 2016, o Reino Unido realizou um referendo no qual a maioria da população optou pela saída da União Europeia. O "Brexit" entrou em vigor em 31 de janeiro de 2020, com um acordo firmado em 24 de dezembro de 2020 que manteve a Irlanda do Norte no Mercado Comum Europeu e uma fronteira livre entre os dois países.

## História

### Origens

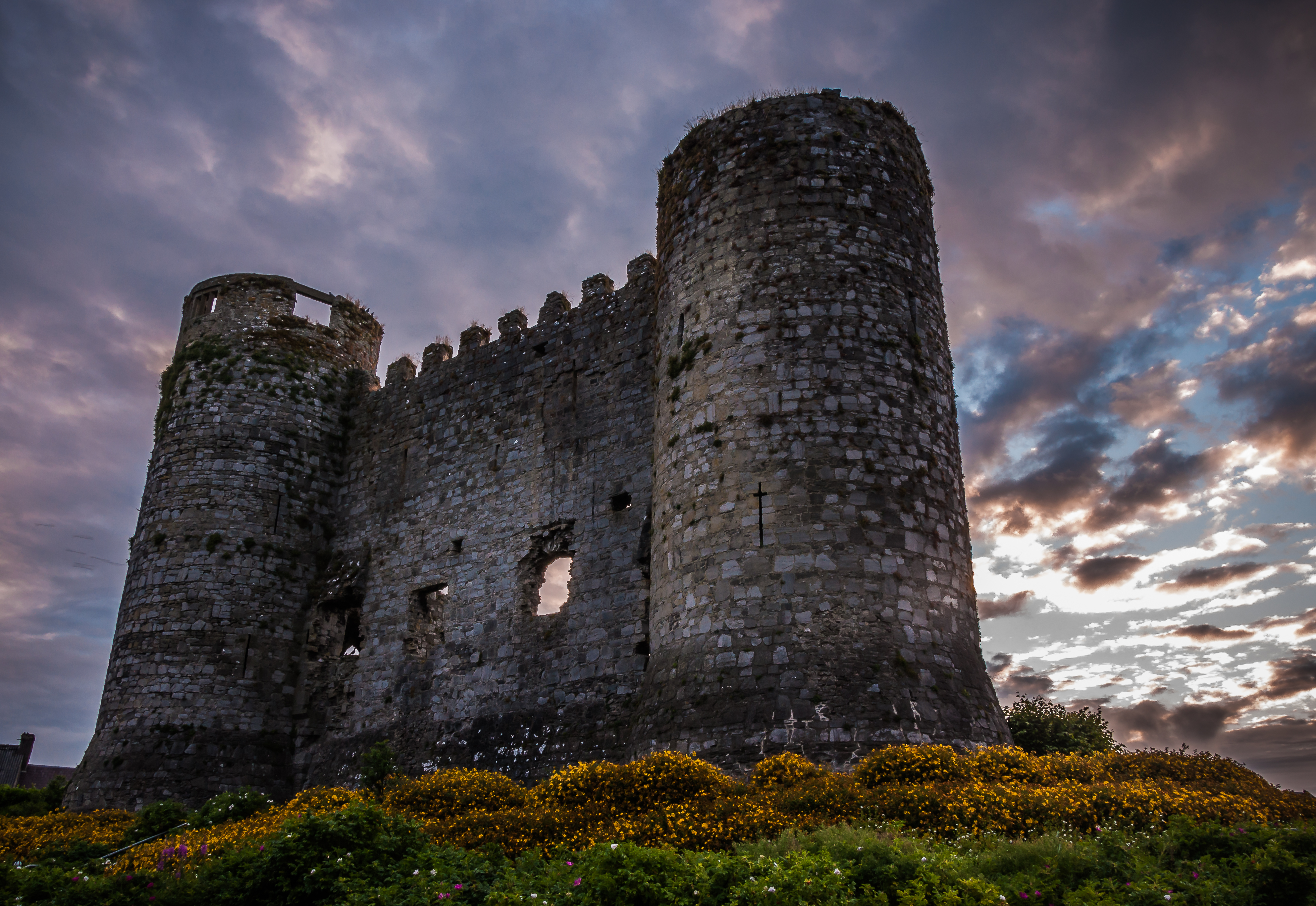
Castelo de Carlow, construído pelo inglês Guilherme Marshal de Pembroke, foi palco das Guerras Confederadas e da Conquista Cromwelliana.

Desde tempos remotos habitantes das Ilhas Britânicas mantém relações culturais e comerciais. Um religioso romano-bretão, Pádraig (mais tarde canonizado como São Patrício), é cogitado como o responsável pela disseminação do Cristianismo na Ilha da Irlanda e, após a queda do Império Romano, missionários irlandeses reintroduziram o cristianismo já remodelado na Grã-Bretanha.
A expansão da cultura gaélica no território que ficou conhecido como Escócia (assim batizada pelo termo latino Scoti) trouxe laços políticos e culturais estreitos entre os povos na Irlanda e na Grã-Bretanha, que perduraram desde o início da Idade Média até o século XVII, incluindo as línguas gaélicas faladas em ambas as ilhas. Os gaélicos nórdicos no Reino de Dublin e a invasão normanda da Irlanda acrescentaram laços religiosos, políticos, econômicos e sociais entre a Nortúmbria e o País de Gales com a Paliçada, a Ilha de Man e Galloway, incluindo o hiberno-inglês.
Durante os séculos XVI e XVII, guerra e recolonização trouxeram a Irlanda sob o total domínio inglês. Como resultado, houve um grande ressentimento irlandês sobre a propriedade da terra e as leis penais. O domínio dos ingleses sobre os irlandeses gerou um esfriamento nos laços políticos com a Escócia e ao longo do século XVII, incluindo uma divergência na língua gaélica em duas línguas distintas.

### Século XVIII ao XX: O Senhorio da Irlanda
Embora a Irlanda tenha se tornado semi-independente da Grã-Bretanha em 1782, houve movimentos revolucionários na década de 1790 que favoreceram a França, grande rival continental dos britânicos. Diversas sociedades secretas ensaiaram uma fracassada Rebelião Irlandesa em 1798. Entretanto, os reinos da Grã-Bretanha e Irlanda foram fundidos em 1 de janeiro de 1801 para formar o Reino Unido da Grã-Bretanha e Irlanda. O Ato da União de 1800 foi aprovado no Parlamento da Grã-Bretanha e no Parlamento da Irlanda, dominado pela esmagadora maioria protestante e sem representação efetiva da população católica romana irlandesa. Maiores substanciais foram alcançados e, de acordo com documentos contemporâneos, isso foi auxiliado por suborno na forma de concessão de títulos de nobreza e honrarias aos oponentes em troca da obtenção de votos.
Os parlamentos separados da Grã-Bretanha e da Irlanda foram dissolvidos e substituídos por um Parlamento do Reino Unido. A Irlanda tornou-se assim parte integrante do Reino Unido, sendo representada por pouco mais de 100 membros da Câmara dos Comuns e 28 pares representativos na Câmara dos Lordes, eleitos pelos próprios pares irlandeses, com exceção dos pares católicos que não eram autorizados assumir cargo dentre os Lordes. Uma das medidas encontradas para trazer maior equidade de direitos para nobres irlandeses católicos foi a Emancipação Católica, fortemente combatida pelos anglicanos ingleses. Por fim, a medida foi revogada por Jorge III sob o argumento de que a emancipação dos católicos romanos violaria seu juramento de coroação. A alta hierarquia católica romana havia apoiado os Atos de União de 1707 e 1800.

### Independência 1919-1922
As campanhas constitucionais violentas do século XIX exigiam maior autonomia ou independência total da Irlanda, culminando em uma eleição geral em 1918 na qual cerca de 70% dos assentos do Sinn Féin foram ocupados por nacionalista que exigiam um processo de independência imediato. No ano seguinte, com o estabelecimento de um parlamento em Dublin, a Irlanda declarou sua independência da Grã-Bretanha. Seguiu-se uma guerra de independência que terminou com o Tratado Anglo-Irlandês de 1921, dividindo a Irlanda entre Estado Livre Irlandês (como domínio integrante do Império Britânico) e uma administração descentralizada na Irlanda do Norte, que permaneceu parte do Reino Unido. Em 1937, a Irlanda declarou-se totalmente independente do Reino Unido.

## Constituição política
Atualmente, as Ilhas Britânicas abrigam dois Estados soberanos: a Irlanda (oficialmente denominada República da Irlanda) e o Reino Unido da Grã-Bretanha e Irlanda do Norte. O Reino Unido compreende quatro países constituites e todos eles, com exceção da Irlanda do Norte, foram Estados independentes em algum momento.
Há também três Dependências da Coroa (Guernsey, Jersey e Ilha de Man) no arquipélago que não fazem parte do Reino Unido, embora o Reino Unido mantenha a responsabilidade por determinados assuntos administrativos, como questões internacionais e garantia de boa governança em nome da Coroa Britânica, podendo legislar diretamente para estes territórios. As Dependências da Coroa participam das instituições compartilhadas criadas entre a Irlanda e o Reino Unido sob o Acordo da Sexta-feira Santa.
O monarca britânico foi chefe de Estado de todos esses países desde a União das Coroas em 1603 até que seu papel na Irlanda se tornou ambíguo com a promulgação da Constituição Irlandesa de 1937. As demais prerrogativas do monarca na Irlanda foram transferidas para o Presidente da Irlanda, com a entrada em vigor do Ato da República da Irlanda em 1949.

## Missões diplomáticas

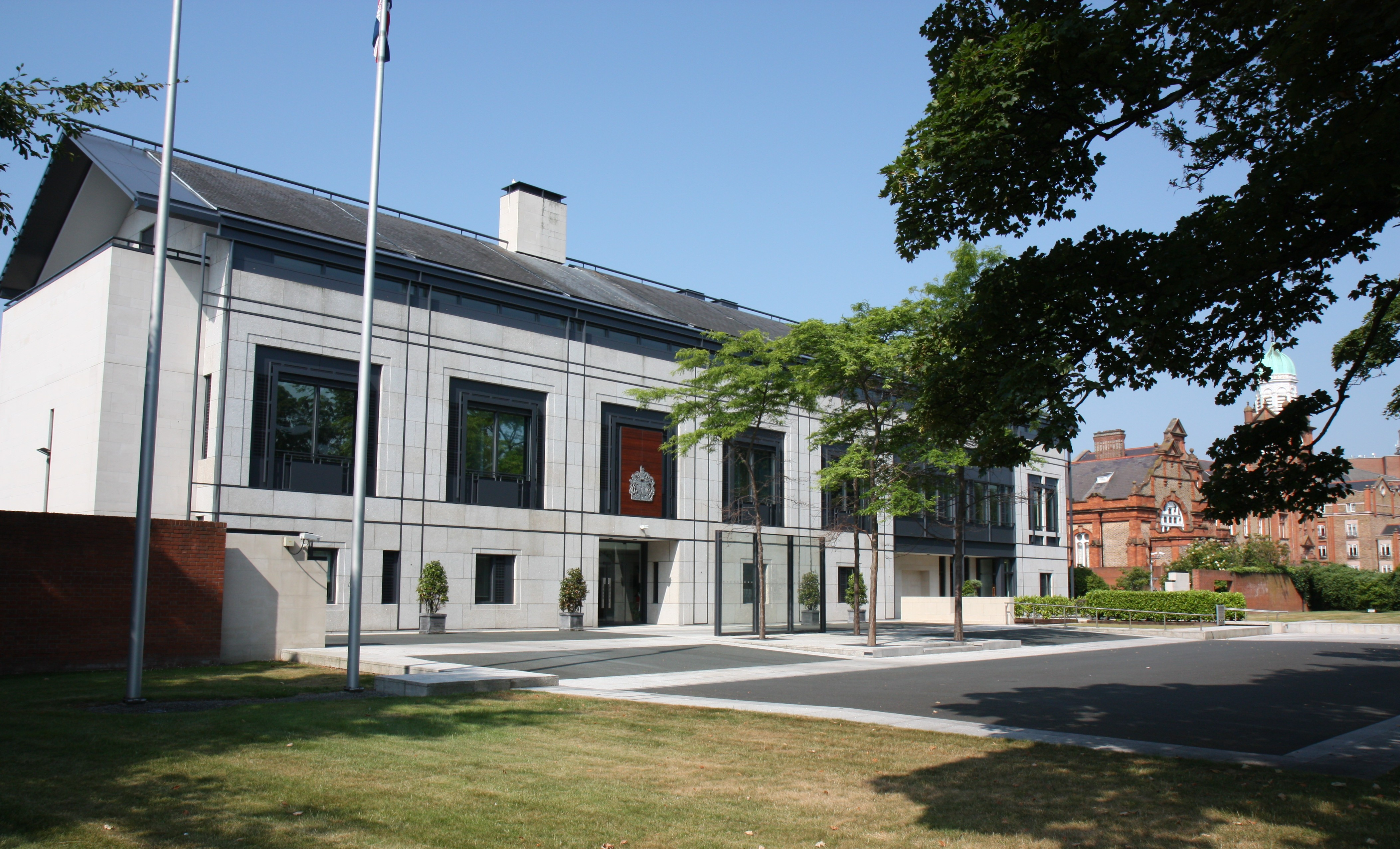
Embaixada do Reino Unido em Dublin.

| da Irlanda - Londres (Embaixada) - Cardiff (Consulado-geral) - Edimburgo (Consulado-geral) - Manchester (Consulado-geral) | do Reino Unido - Dublin (Embaixada) |  |